# Enthroned
Enthroned är ett belgiskt black metal-band, som bildades 1993. Gruppens texter handlar om satanism och det ockultism.

## Historia
Enthroned bildades 1993 i Charleroi av Dan "Cernunnos" Vandenplas. Han rekryterade gitarristen Vincent "Tsebaoth" och basisten och sångaren Lord Sabathan. Gruppen släppte sin första 5-spårs demo i mitten av 1994 och som blev uppmärksammad av ett flertal indie-skivbolag. Vilket senare ledde till att skivbolaget After Dark Records släppte Enthroneds och Ancient Ritess A 7" split ep samma år. Efter bolagets bortgång skrev Enthroned skivkontrakt med Evil Omen Records, som drivs av Osmose Productions, och släppte gruppens första fullängdsalbum, Prophecies of Pagan Fire, 1995. Kort därefter värvades Nornagest som andre gitarrist. Slutligen så byttes Tseboath ut mot Dimitrios "Nebiros", som inte bara väckte nytt blod i bandet men också kompletterade Nornagests brutala och barbariska musikstil. År 1996 drog Enthroned ut på Europaturné med Ancient Rites och Bewitched. 
I april, 1997, skulle Enthroned börja att spela in sitt andra fullängdsalbum, Towards the Skullthrone of Satan, tog Dan "Cernunnos" Vandenplas sitt liv. De kvarvarande medlemmarna bestämde sig då för att använda en session-musiker på trummor för att hedra Dan "Cernunnos" Vandenplas. Efter inspelningen framträdde gruppen på Dragons Blaze festivalen med sin nyförvärvade trummis Fabrice "Namroth Blackthorn" Depireux. Publikens respons kunde inte ha varit bättre. I april, 1998, gjorde gruppen en Europaturné med black metal-bandet Dark Funeral och släppte en ep, Regie Sathanas, som tillägnades deras bortgångne band-kamrat. Senare samma år turnerade gruppen igen, nu med sina bolagskamrater Hecate Enthroned och Usurper. I slutet av 1998 åkte bandet till Sverige, för att spela in sitt tredje fullängdsalbum, The Apocalypse Manifesto, i Abyss Studios. Gruppen rundade av året med att åka på turné med black metal-bandet Marduk.
År 2000 var ett sysselsatt år för Enthroned, som hade bytt ut gitarristen, Nebiros, mot Nerath Daemon istället. Gruppen spelade senare in sitt fjärde fullängdsalbum, Armoured Bestial Hell, i Real Sound Studio, Tyskland. Efter skivsläppet, 2001, byttes trummisen Fabrice "Namroth Blackthorn" Depireux ut mot Yannick "Alsvid" Herrera, som har bland annat spelat i det franska black metal-bandet Seth. Tidigt år 2002 skrev Enthroned på ett skivkontrakt med Napalm Records som senare gav ut deras femte fullängdsalbum, Carnage in Worlds Beyond, samma år. I juni 2003, bytte gruppen ut gitarristen Nerath Daemon och trummisen Yannick "Alsvid" Herrera mot Nguaroth på gitarr och Glaurung på trummor. Gruppens sjätte fullängdsalbum gavs ut året 2004. År 2005 släppte gruppens sitt första officiella livealbum, Black Goat Ritual, som spelades in under deras turné i Brasilien. Än en gång blev gruppen tvingade att tackla bandmedlemsbyte, då Lord Sabathan lämnade bandet tog Nornagest över micken och gruppen rekryterade basisten Phorgath. I juni 2007 spelade gruppen in sitt sjunde fullängdsalbum, Tetra Karcist. Gruppen bytte ut trummisen Glaurung mot Ahephaïm. Tidigt år 2008 skrev Enthroned på ett nytt skivkontrakt med skivbolaget Regain Records. Gruppens åttonde fullängdsalbum, Pentagrammaton, planeras att släppas den 22 mars 2010.
[uppföljning saknas]

## Medlemmar
Nuvarande medlemmar

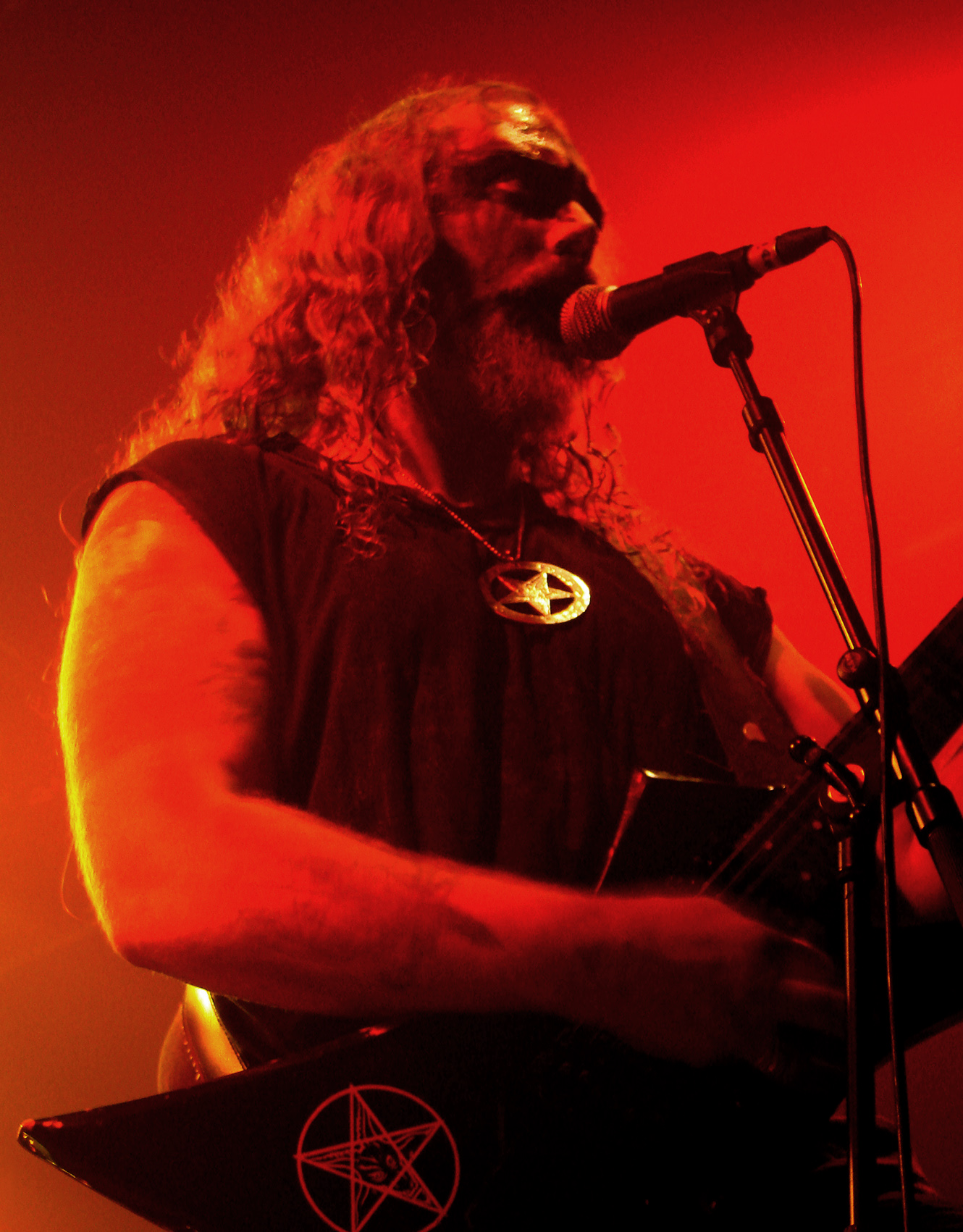
Nornagest

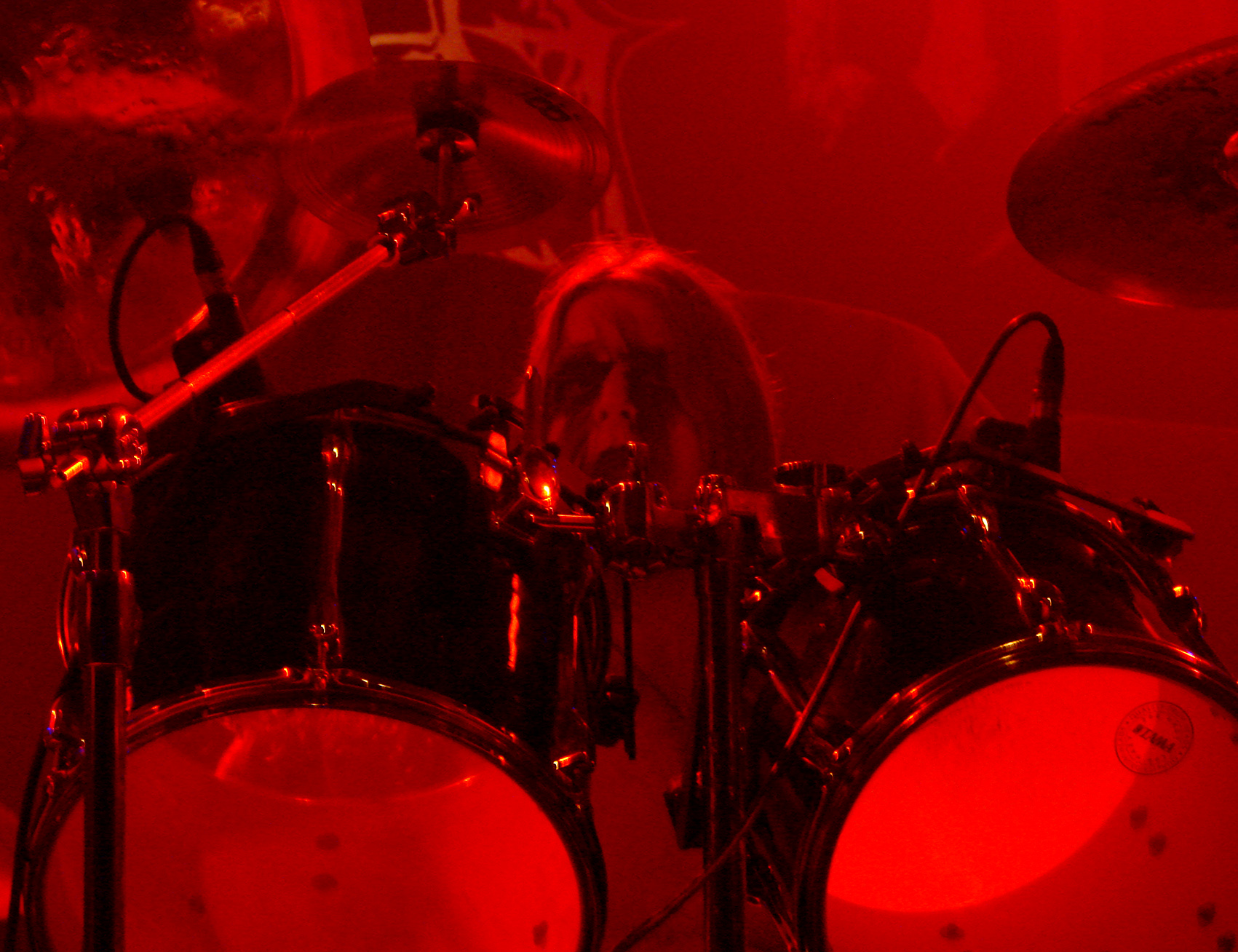
Ahephaïm

- Nornagest (Régis Lant) – gitarr (1995– ), bakgrundssång (1995–2007), sång (2007– ), musik och text (1995– )
- Neraath (Olivier L.) – gitarr, keyboard, bakgrundssång (2000–2004, 2009– )
- Menthor – trummor (2012– )
- ZarZax (Peter Noens) – rytmgitarr (2013– )
- Norgaath – basgitarr, bakgrundssång (2018– )

Tidigare medlemmar
- Alexis (Alexis Plumat) – sång, basgitarr (1993–1994)
- Lord Sabathan (Franck Lorent) – sång, basgitarr (1994–2006)
- Cernunnos (Dan Vandeplas) – trummor (1993–1997; död 1997)
- Eddy Constant – gitarr (1993)
- Tsebaoth (Vincent Gerard) – gitarr (1993–1996)
- Nebiros (Dimitri Gillard) – gitarr (1995–2000)
- Asmodeus – gitarr (1995)
- Da Cardoen – trummor (studio,1997–1998)
- Namroth Blackthorn (Fabrice Depireux) – trummor (1998–2001)
- Alsvid (Yann Herrera) – trummor (2001–2004, 2007)
- Glaurung – trummor (2004–2007)
- Nguaroth – gitarr, bakgrundssång (2004–2009)
- Phorgath (Jeremy Bézier) – basgitarr, bakgrundssång (2006–2017)
- Ahephaim (Arnaud Vansteenkiste) – trummor (2007–2009)
- Garghuf (Daniel Robnik) – trummor (2009–2012)

Turnerande medlemmar
- Ross van Geel – gitarr, bakgrundssång (2010–2011), basgitarr (2014)
- Peter Noens – rytmgitarr (2011–2012)
- Thorns (Gionata Potenti) – trummor (2012)
- Luis Guardamagna – sologitarr (2015–2018)
- Norgaath – basgitarr, bakgrundssång (2017–2018)

## Diskografi
Studioalbum
- 1995 – Prophecies of Pagan Fire

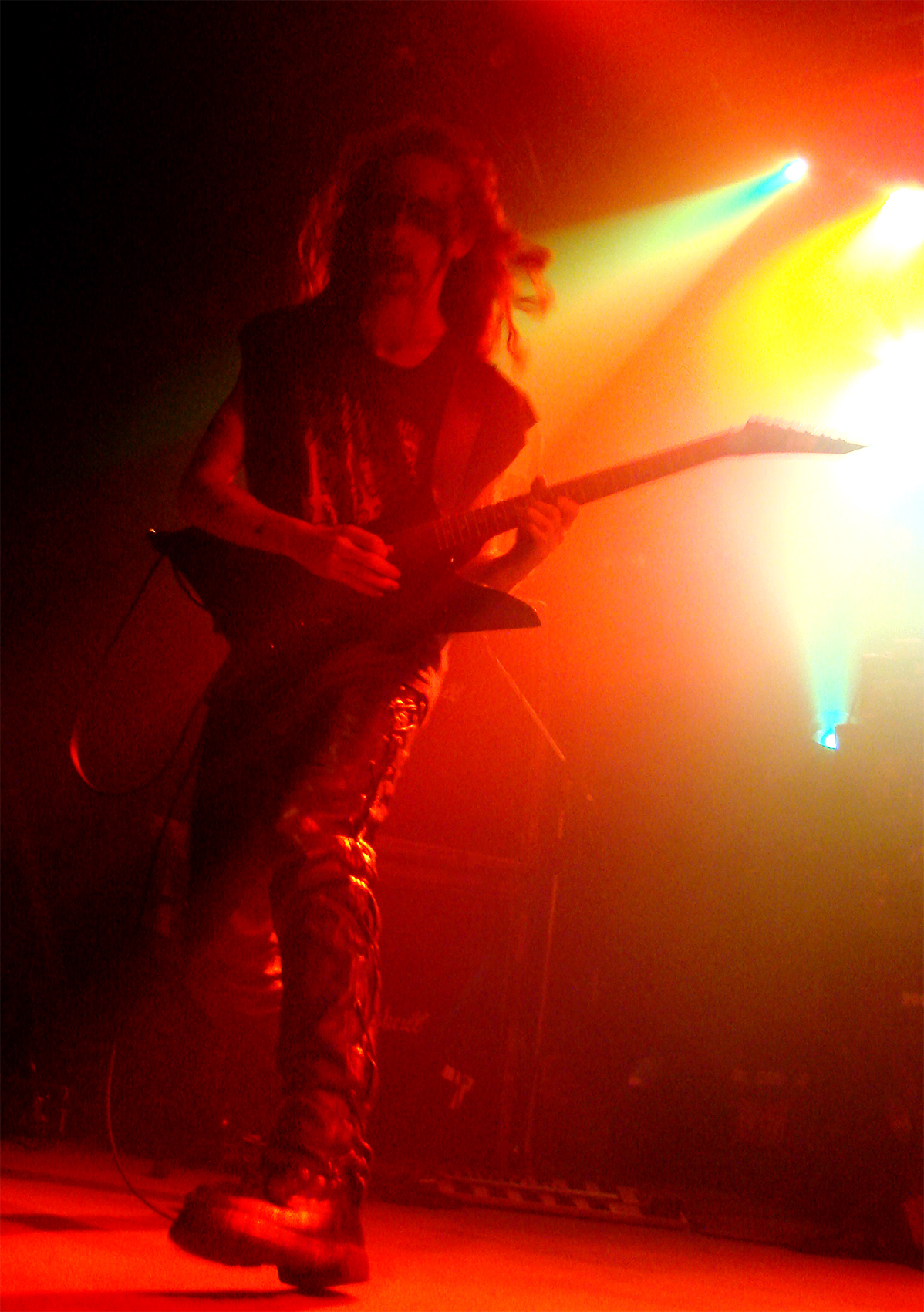
Nguaroth

- 1997 – Towards the Skullthrone of Satan
- 1999 – The Apocalypse Manifesto
- 2001 – Armoured Bestial Hell
- 2002 – Carnage In Worlds Beyond
- 2004 – XES Haereticum
- 2007 – Tetra Karcist
- 2010 – Pentagrammaton
- 2012 – Obsidium
- 2014 – Sovereigns
- 2019 – Cold Black Suns

Livealbum
- 2005 - Black Goat Ritual: Live in thy Flesh

Demo
- 1994 – Promo 94
- 2000 – Promo 2000

EP
- 1998 – Regie Sathanas (A Tribute to Cernunnos)
- 2003 – Goatlust

Samlingar
- 2004 – The Blackend Collection (4xCD box)
- 2019 – Rites of the Northern Full Moon (2xkassett box)

Annat
- 1994 – "Scared by Darkwinds" / "Longing for the Ancient Kingdom II" (delad singel med Ancient Rites)